# Goniastrea ramosa
Espèce
Statut CITES
Goniastrea ramosa est une espèce de coraux appartenant à la famille des Merulinidae ou à la famille Faviidae.